# کلارا روگت
کلارا روگت (کاتالونیایی: Clara Roquet؛ زادهٔ ۱۹۸۸) فیلم‌نامه‌نویس و کارگردان فیلم کاتالان اهل اسپانیا است. وی دانش آموختهٔ دانشگاه پمپئو فابرا و دانشگاه کلمبیا است.
از فیلم‌هایی که وی در آن‌ها نقش داشته‌است، می‌توان به لیبرتاد، پترا، روزهای در پیش، ایلدگارت و  ۱۰٬۰۰۰ کیلومتر اشاره نمود.

## جوایز
| سال  | جایزه                                | شاخه هنری                            | نام اثر        | نتیجه     | منبع        |
| ---- | ------------------------------------ | ------------------------------------ | -------------- | --------- | ----------- |
| ۲۰۱۵ | دومین دورهٔ جایزه فروس                | بهترین فیلم‌نامه                      | ۱۰٬۰۰۰ کیلومتر | نامزدشده  | [ ۳ ]       |
| ۲۰۱۹ | ششمین دورهٔ جایزه فروس                | بهترین فیلم‌نامه                      | پترا           | نامزدشده  | [ ۴ ]       |
| ۲۰۲۲ | نهمین دورهٔ جایزه فروس                | بهترین کارگردانی                     | لیبرتاد        | نامزدشده  | [ ۵ ]       |
| ۲۰۲۲ | نهمین دورهٔ جایزه فروس                | بهترین فیلم‌نامه                      | لیبرتاد        | نامزدشده  | [ ۵ ]       |
| ۲۰۲۲ | سی و ششمین دورهٔ جوایز گویا           | بهترین کارگردان جدید                 | لیبرتاد        | برنده     | [ ۶ ]       |
| ۲۰۲۲ | سی و ششمین دورهٔ جوایز گویا           | بهترین فیلم‌نامهٔ غیراقتباسی           | لیبرتاد        | نامزدشده  | [ ۶ ]       |
| ۲۰۲۲ | چهاردهمین دورهٔ جوایز گائودی          | بهترین کارگردان                      | لیبرتاد        | نامزدشده  | [ ۷ ]       |
| ۲۰۲۲ | چهاردهمین دورهٔ جوایز گائودی          | بهترین فیلم‌نامه                      | لیبرتاد        | برنده     | [ ۷ ]       |
| ۲۰۲۲ | جوایز اتحادیهٔ فیلم‌نامه‌نویسان اسپانیا | بهترین فیلم‌نامه در یک فیلم بلند درام | لیبرتاد        | نامزدشده  | [ ۸ ] [ ۹ ] |
| ۲۰۲۲ | نهمین دورهٔ جوایز پلاتینو             | بهترین فیلم نخست ایبرو-آمریکایی      | لیبرتاد        | در انتظار | [ ۱۰ ]      |